# 利亚克
利亚克（法語：Lilhac，法語發音：[lijak]）是法国上加龙省的一个市镇，属于圣戈当斯区。该市镇总面积7.3平方公里，2009年时的人口为134人。

## 人口
利亚克人口变化图示